# Ітамар Ніцан
Ітамар Ніцан (івр. איתמר ניצן‎, нар. 23 червня 1987, Герцлія) — ізраїльський футболіст, воротар клубу «Маккабі» (Нетанья).
Виступав, зокрема, за клуби «Маккабі» (Герцлія) та «Бейтар» (Єрусалим), а також національну збірну Ізраїлю.
Володар Кубка Ізраїлю. Чемпіон Ізраїлю.

## Клубна кар'єра
Народився 23 червня 1987 року в місті Герцлія. Вихованець футбольної школи клубу «Маккабі» (Герцлія). Дорослу футбольну кар'єру розпочав 2006 року в основній команді того ж клубу, в якій провів п'ять сезонів, взявши участь у 84 матчах чемпіонату.
Згодом з 2011 по 2018 рік грав у складі команд «Хапоель» (Тель-Авів), «Хапоель» (Кір'ят-Шмона), «Хапоель» (Рамат-га-Шарон), «Маккабі» (Петах-Тіква) та «Хапоель» (Кір'ят-Шмона).
Своєю грою за останню команду привернув увагу представників тренерського штабу клубу «Бейтар» (Єрусалим), до складу якого приєднався 2018 року. Відіграв за єрусалимську команду наступні чотири сезони своєї ігрової кар'єри. Більшість часу, проведеного у складі єрусалимського «Бейтара», був основним голкіпером команди.
До складу клубу «Маккабі» (Нетанья) приєднався 2022 року. Станом на 30 жовтня 2022 року відіграв за команду з Нетаньї 10 матчів в національному чемпіонаті.

## Виступи за збірні
У 2004 році дебютував у складі юнацької збірної Ізраїлю (U-17), загалом на юнацькому рівні взяв участь у 6 іграх, пропустивши 2 голи.
Протягом 2007–2008 років залучався до складу молодіжної збірної Ізраїлю. На молодіжному рівні зіграв в одному офіційному матчі.
У 2021 році дебютував в офіційних матчах у складі національної збірної Ізраїлю.

## Титули і досягнення
- Володар Кубка Ізраїлю (1):

«Хапоель» (Тель-Авів): 2010-11
- Чемпіон Ізраїлю (1):

«Хапоель» (Кір'ят-Шмона): 2011-12
- Володар Кубка Тото (1):

«Маккабі» (Нетанья): 2022-23
- Володар Суперкубка Ізраїлю (1):

«Маккабі» (Хайфа): 2023